# Kotzebue (Alaszka)
Kotzebue város az USA Alaszka államában, Northwest Arctic megyében, melynek megyeszékhelye is. Lakosainak száma 3102 fő (2020. április 1.).

## Nevének  eredete
Kotzebue inuit neve  Qikiqtagruk, ami inupiaq nyelven "majdnem szigetet" jelent. A város mai nevét a Kotzebue-szorosról kapta, amelyet a német-balti orosz Otto von Kotzebue fedezett fel 1818-ban, amikor Oroszország megbízásából a Rurik - expedíció élén  az északnyugati átjárót kereste.

## Népesség
A település népességének változása:
| Lakosok száma | 200  | 3201 | 3102 |
|               | 1880 | 2010 | 2020 |